# Qualificazioni alla Coppa dei Caraibi 1997
Sono elencate di seguito le date e i risultati per le qualificazioni alla Coppa dei Caraibi 1997.

## Formula
22 membri CFU: 3 posti disponibili per la fase finale. Antigua e Barbuda e Saint Kitts e Nevis (come paesi ospitanti) e Trinidad e Tobago (come campione in carica) sono qualificati automaticamente alla fase finale. Haiti, Isole Cayman, Porto Rico e Rep. Dominicana si ritirano. Rimangono 15 squadre, divise in due turni di qualificazioni.
- Prima fase - 15 squadre, per 5 posti disponibili per il secondo turno. Le qualificazioni si dividono in cinque gruppi (un gruppo composto da quattro squadre, due gruppi composti da tre squadre, due gruppi composti da due squadre): tre gruppi giocano partite di sola andata, la prima classificata si qualifica alla seconda fase; gli altri due gruppi giocano playoff di andata e ritorno, le vincenti si qualificano alla seconda fase.
- Seconda fase - 5 squadre, per 3 posti disponibili alla fase finale. Grenada si qualifica direttamente alla fase finale. Rimangono 4 squadre per 2 posti disponibili. Giocano playoff di andata e ritorno, le vincenti si qualificano al secondo turno.

## Prima fase

### Gruppo 1
| Fort-de-France 12 marzo 1997 | Martinica | 1 – 0 | Saint Lucia | Stade d'Honneur de Dillon |

| Fort-de-France 14 marzo 1997 | Saint Lucia | 3 – 2 | Saint Vincent e Grenadine | Stade d'Honneur de Dillon |

| Fort-de-France 16 marzo 1997 | Martinica | 7 – 1 | Saint Vincent e Grenadine | Stade d'Honneur de Dillon |

| Pos | Squadra                   | P.ti | G | V | N | P | GF | GS | DR |
| --- | ------------------------- | ---- | - | - | - | - | -- | -- | -- |
| 1   | Martinica                 | 6    | 2 | 2 | 0 | 0 | 8  | 1  | +7 |
| 2   | Saint Lucia               | 3    | 2 | 1 | 0 | 1 | 3  | 3  | 0  |
| 3   | Saint Vincent e Grenadine | 0    | 2 | 0 | 0 | 2 | 3  | 10 | -7 |

Martinica qualificata alla seconda fase.

### Gruppo 2
| Kingston 21 febbraio 1997                  | Giamaica  | 1 – 0 | Bermuda | Independence Park |
| \| \| \| \| \| Williams \| Marcatori \| \| |           |       |         |                   |
|                                            |           |       |         |                   |
| Williams                                   | Marcatori |       |         |                   |

| Kingston 27 febbraio 1997                                             | Bermuda   | 2 – 3                | Giamaica | Independence Park |
| \| \| \| \| \| Russell Simons \| Marcatori \| Dixon Malcolm Sewell \| |           |                      |          |                   |
|                                                                       |           |                      |          |                   |
| Russell Simons                                                        | Marcatori | Dixon Malcolm Sewell |          |                   |

Giamaica qualificata alla seconda fase.

### Gruppo 3

#### Primo turno
| Georgetown 19 febbraio 1997               | Guyana    | 2 – 0 | Guyana francese | Georgetown Football Stadium |
| \| \| \| \| \| Stanton \| Marcatori \| \| |           |       |                 |                             |
|                                           |           |       |                 |                             |
| Stanton                                   | Marcatori |       |                 |                             |

| Georgetown 23 febbraio 1997               | Guyana francese | 2 – 2   | Guyana | Georgetown Football Stadium |
| \| \| \| \| \| \| Marcatori \| Stanton \| |                 |         |        |                             |
|                                           |                 |         |        |                             |
| Gol · Gol                                 | Marcatori       | Stanton |        |                             |

Guyana qualificata al secondo turno.

#### Secondo turno
| Port of Spain 2 aprile 1997 | Barbados | 1 – 1 | Grenada | Hasely Crawford Stadium |

| Port of Spain 4 aprile 1997                                               | Grenada   | 5 – 1 | Guyana | Hasely Crawford Stadium |
| \| \| \| \| \| Charles Celestine Drayton Modeste \| Marcatori \| Trotz \| |           |       |        |                         |
|                                                                           |           |       |        |                         |
| Charles Celestine Drayton Modeste                                         | Marcatori | Trotz |        |                         |

| Port of Spain 6 aprile 1997                        | Guyana    | 0 – 2            | Barbados | Hasely Crawford Stadium |
| \| \| \| \| \| \| Marcatori \| Lavine Alexander \| |           |                  |          |                         |
|                                                    |           |                  |          |                         |
|                                                    | Marcatori | Lavine Alexander |          |                         |

| Pos | Squadra  | P.ti | G | V | N | P | GF | GS | DR |
| --- | -------- | ---- | - | - | - | - | -- | -- | -- |
| 1   | Grenada  | 4    | 2 | 1 | 1 | 0 | 6  | 2  | +4 |
| 2   | Barbados | 4    | 2 | 1 | 1 | 0 | 3  | 1  | +2 |
| 3   | Guyana   | 0    | 2 | 0 | 0 | 2 | 1  | 7  | -6 |

Grenada qualificata alla fase finale.

### Gruppo 4
| Roseau 2 aprile 1997 | Sint Maarten | 3 – 0 | Anguilla | Windsor Park |

| Roseau 2 aprile 1997 | Dominica | 6 – 1 | Isole Vergini Britanniche | Windsor Park |

| Roseau 4 aprile 1997 | Isole Vergini Britanniche | 4 – 1 | Anguilla | Windsor Park |

| Roseau 4 aprile 1997 | Dominica | 1 – 0 | Sint Maarten | Windsor Park |

| Roseau 6 aprile 1997 | Sint Maarten | 3 – 2 | Isole Vergini Britanniche | Windsor Park |

| Roseau 6 aprile 1997 | Dominica | 5 – 0 | Anguilla | Windsor Park |

| Pos | Squadra                   | P.ti | G | V | N | P | GF | GS | DR  |
| --- | ------------------------- | ---- | - | - | - | - | -- | -- | --- |
| 1   | Dominica                  | 9    | 3 | 3 | 0 | 0 | 12 | 1  | +11 |
| 2   | Sint Maarten              | 6    | 3 | 2 | 0 | 1 | 6  | 3  | +3  |
| 3   | Isole Vergini Britanniche | 3    | 3 | 1 | 0 | 2 | 7  | 10 | -3  |
| 4   | Anguilla                  | 0    | 3 | 0 | 0 | 3 | 1  | 12 | -11 |

Dominica qualificata alla seconda fase.

### Gruppo 5
| Oranjestad 2 marzo 1997 | Aruba | 2 – 1 | Antille Olandesi | Trinidad Stadium |

|  | Antille Olandesi | – | Aruba |  |

NB: incontro non giocato per ritiro delle Antille Olandesi
Aruba qualificata alla seconda fase.

## Seconda fase
| Roseau 27 aprile 1997 | Dominica | 1 – 2 | Martinica | Windsor Park |

| Fort-de-France 4 maggio 1997 | Martinica | 7 – 0 | Dominica | Stade d'Honneur de Dillon |

Martinica qualificata alla fase finale.
| Oranjestad 4 maggio 1997 | Aruba | 0 – 6 | Giamaica | Trinidad Stadium |

|  | Giamaica | – | Aruba |  |

NB: incontro non giocato per ritiro di Aruba
Giamaica qualificata alla fase finale.